# Copa KNVB de 2010–11
A KNVB Beker de 2010-11 (ou Copa KNVB de 2010-11, ou ainda Taça KNVB de 2010-11) foi a 93ª edição da Copa dos Países Baixos. 88 equipes competiram a partir de 18 de agosto de 2010, com a final tendo ocorrido em 8 de maio de 2011.

O Ajax defenderia, sem sucesso, em 8 de maio de 2011, no estádio De Kuip, Roterdã, seu título de 2010, perdendo para o Twente por 3–2 na prorrogação. 45.000 espectadores compareceram. O Twente qualificou-se para a fase de play-off da Liga Europa da UEFA de 2011-12.

## Calendário
O calendário para as rodadas da Copa KNVB 2010-11, conforme anunciado pela Real Associação Neerlandesa de Futebol, foi o seguinte: 
| Rodadas         | Data                             |
| --------------- | -------------------------------- |
| Primeira rodada | 18 de agosto de 2010             |
| Segunda rodada  | 25 de agosto de 2010             |
| Terceira rodada | 21, 22 ou 23 de setembro de 2010 |
| Quarta rodada   | 9, 10 ou 11 de novembro de 2010  |
| Quinta rodada   | 25, 26 ou 27 de janeiro de 2011  |
| Semifinais      | 2 e 3, março de 2011             |
| Final           | 8 de maio de 2011                |

## Primeira rodada
Quatro clubes não profissionais disputaram duas vagas para a Segunda Fase. Essas partidas ocorreram em 18 de agosto de 2010.
| Equipe 1       | Resultado              | Equipe 2  |
| -------------- | ---------------------- | --------- |
| Be Quick 1887  | 2–1                    | ASWH      |
| HHC Hardenberg | 1–1 (a.e.t.) 1–4 (pen) | SV Venray |

## Segunda rodada
Os dois vencedores da Primeira Rodada e os outros 52 clubes amadores participantes entraram nesta fase do torneio. A rodada ocorreu no dia 25 de agosto de 2010.
| Equipe 1         | Resultado              | Equipe 2         |
| ---------------- | ---------------------- | ---------------- |
| Be Quick 1887    | 1–2 (a.e.t.)           | HSC '21          |
| SDC Putten       | 3–0                    | SV Argon         |
| Quick '20        | 0–1                    | ACV              |
| UVS              | 0–3                    | DOVO             |
| Haaglandia       | 2–2 (a.e.t.) 5–4 (pen) | SVZW             |
| Rijnsburgse Boys | 2–0                    | Dongen           |
| Kloetinge        | 3–4                    | VVSB             |
| Capelle          | 4–0                    | Sneek Wit Zwart  |
| CSV Apeldoorn    | 0–1                    | Gemert           |
| EVV              | 2–1                    | IJsselmeervogels |
| Lisse            | 0–2                    | Dijkse Boys      |
| Genemuiden       | 2–2 (a.e.t.) 6–5 (pen) | Hilversum        |
| Vlissingen       | 1–3                    | Spakenburg       |
| HVCH             | 1–5                    | Sparta Nijkerk   |
| Achilles '29     | 6–0                    | PKC '83          |
| Kozakken Boys    | 6–1                    | AFC              |
| JVC Cuijk        | 2–3                    | Excelsior '31    |
| Hollandia        | 4–2                    | Harkemase Boys   |
| Voorschoten '97  | 3–0 (a.e.t.)           | Presikhaaf       |
| WKE              | 6–1                    | GVVV             |
| De Treffers      | 3–1                    | Hoek             |
| Deurne           | 3–0                    | Barendrecht      |
| Wilhelmina '08   | 1–11                   | Katwijk          |
| Zwaluwen '30     | 1–1 (a.e.t.) 3–5 (pen) | Groene Ster      |
| Flevo Boys       | 1–0                    | Baronie          |
| Noordwijk        | 3–2                    | Lienden          |
| ARC              | 4–0                    | SV Venray        |

## Terceira rodada
Os 27 vencedores da Segunda Rodada entraram nesta fase da competição junto com TOP Oss, os clubes da Eerste Divisie e os clubes da Eredivisie. Essas partidas aconteceram de 21 a 23 de setembro de 2010.
| Equipe 1         | Resultado              | Equipe 2         |
| ---------------- | ---------------------- | ---------------- |
| Zwolle           | 2–2 (a.e.t.) 5–4 (pen) | Willem II        |
| Noordwijk        | 3–1                    | Voorschoten '97  |
| Hollandia        | 1–2                    | Volendam         |
| HSC '21          | 0–2                    | Go Ahead Eagles  |
| Spakenburg       | 0–0 (a.e.t.) 5–3 (pen) | RBC Roosendaal   |
| Veendam          | 2–1 (a.e.t.)           | Helmond Sport    |
| SDC Putten       | 1–1 (a.e.t.) 4–3 (pen) | DOVO             |
| Sparta Nijkerk   | 2–1                    | Kozakken Boys    |
| Telstar          | 3–1                    | Fortuna Sittard  |
| Genemuiden       | 2–0                    | ACV              |
| Flevo Boys       | 0–6                    | Vitesse Arnhem   |
| RKC Waalwijk     | 4–1                    | Almere City      |
| Excelsior '31    | 0–2                    | ADO Den Haag     |
| Emmen            | 1–3                    | Heerenveen       |
| VVSB             | 0–2                    | Cambuur          |
| De Graafschap    | 1–1(pen)               | Utrecht          |
| Ajax             | 5–0                    | MVV              |
| Den Bosch        | 2–3                    | AZ               |
| Capelle          | 1–4                    | Twente           |
| De Treffers      | 5–1                    | Katwijk          |
| WKE              | 0–3                    | Excelsior        |
| Rijnsburgse Boys | 4–2(a.e.t.)            | Deurne           |
| Groene Ster      | 2–2(pen)               | Dijkse Boys      |
| ARC              | 0–3                    | Heracles         |
| Gemert           | 0–4(a.e.t.)            | AGOVV            |
| Haaglandia       | 1–4(a.e.t.)            | Groningen        |
| EVV              | 3–5                    | Eindhoven        |
| Feyenoord        | 1–1(pen)               | Roda JC          |
| PSV              | 3–0                    | Sparta Rotterdam |
| Dordrecht        | 4–3                    | NEC              |
| Achilles '29     | 2–0                    | Oss              |
| NAC Breda        | 3–1                    | VVV-Venlo        |

## Quarta rodada
A quarta rodada ocorreu de 9 a 11 de novembro de 2010.
| Equipe 1             | Resultado              | Equipe 2               |
| -------------------- | ---------------------- | ---------------------- |
| AZ                   | 3–0                    | FC Eindhoven           |
| Sparta Nijkerk (III) | 2–1                    | Excelsior              |
| Ajax                 | 3–0                    | Veendam (II)           |
| Dijkse Boys (III)    | 1–9                    | SC Genemuiden (III)    |
| Groningen            | 1–1(a.e.t.) 5–4 (pen)  | ADO Den Haag           |
| AGOVV (II)           | 0–2                    | Utrecht                |
| Cambuur (II)         | 1–4                    | RKC Waalwijk (II)      |
| PSV                  | 3–0                    | Spakenburg (III)       |
| Dordrecht (II)       | 1–2                    | Volendam (II)          |
| Go Ahead Eagles (II) | 0–2                    | Roda JC                |
| De Treffers (III)    | 0–1                    | Noordwijk (IV)         |
| Zwolle (II)          | 1–1 (a.e.t.) 3–5 (pen) | Twente                 |
| Heerenveen           | 0–2                    | NAC Breda              |
| Achilles '29(III)    | 5–3                    | Heracles Almelo        |
| SDC Putten (IV)      | 0–2                    | Telstar (II)           |
| Vitesse Arnhem       | 3–0                    | Rijnsburgse Boys (III) |

## Oitavas de final
Essa fase ocorreu entre 21 e 23 de dezembro de 2010.
| Equipe 1            | Resultado              | Equipe 2          |
| ------------------- | ---------------------- | ----------------- |
| Ajax                | 1–0                    | AZ                |
| Roda JC             | 1–3                    | PSV               |
| Genemuiden (III)    | 2–3                    | Groningen         |
| Utrecht             | 1–0                    | Volendam (II)     |
| Telstar (II)        | 0–1                    | NAC Breda         |
| Achilles '29 (III)  | 2–2 (a.e.t.) 1–3 (pen) | RKC Waalwijk (II) |
| Twente              | 5–0                    | Vitesse Arnhem    |
| Sparta Nijkerk(III) | 3–3 (a.e.t.) 3–4 (pen) | Noordwijk (IV)    |

## Quartas de final
As quartas de final ocorreram entre 25 e 27 de janeiro de 2011.
| Equipe 1          | Resultado              | Equipe 2       |
| ----------------- | ---------------------- | -------------- |
| Twente            | 1–1 (a.e.t.) 7–6 (pen) | PSV            |
| Ajax              | 4–1                    | NAC Breda      |
| Utrecht           | 3–2                    | Groningen      |
| RKC Waalwijk (II) | 6–0                    | Noordwijk (IV) |

## Semifinais
As partidas das semifinais foram disputadas entre 2 e 3 de março de 2011.
Twente 1-0 Utrecht
Ajax 5-1 Waalwijk

## Final
Twente 3-2 Ajax (Prorrogação)
1. ↑  «Janko nods Twente to cup crown». FIFA.com. 8 de maio de 2011. Consultado em 16 de maio de 2011. Arquivado do original em 21 de janeiro de 2012
2. ↑  «Twente comeback stuns Ajax in Dutch Cup final». UEFA.com. 8 de maio de 2011. Consultado em 16 de maio de 2011. Arquivado do original em 14 de maio de 2011
3. ↑  «Loting KNVB Beker eerste drie rondes | KNVB.nl». Consultado em 6 de julho de 2010. Arquivado do original em 4 de julho de 2010